# Millerolle
Die Millerolle war ein französisches Flüssigkeitsmaß für Öl und Wein, das in Marseille verwendet wurde. In der Praxis bestand im Maß für Wein ein kleiner Volumenunterschied im Vergleich zur Verwendung als Ölmaß. Es galt:
- Wein 1 Millerolle = 4 Escandeaux = 60 Pots = 240 Quarts/Pichounes[1] = 64,364 Liter (3010 Pariser Kubikzoll = 59 ⅔ Liter)[2]
- 1 Escandal/Escandeau[2] = 15,9245 Liter
- 1 Millerolle = 4 × 15,9245 Liter = 63,6982 Liter
- Öl 1 Millerole = 4 Escandeaux = 160 Quarterons = 58,75 Liter (= 3223 ⅔ Pariser Kubikzoll = 63 ½ Liter)[2]

In der Praxis setzte man den Wert bei Wein für 1 Millerolle auf 63,4 Liter und für Öl auf 64 Liter fest.
- 1 Last = 28 Millerole

Wurde Öl nach Gewicht verkauft, hatte 1 Millerolle zwischen 58 und 59 Kilogramm. In Tunis wurde das einheimische Hohlmaß Mettar/Mattaro/Metallo/Mitre vom französischen Weinmaß oft ersetzt. Bei Umrechnung von Wein-Mattaro galt 1 Millerolle gleich 6,5 Mattaro, bei Öl waren es 3,5 Mattaro.
Beim Vergleich mit dem kastilischen Maß Arroba hatte 1 Millerolle 5 ¼ Arrobas.